# Визимар
Визимар (лат. Wisimar; погиб в 335) — правивший в IV веке король вандалов-асдингов.
О нём почти ничего неизвестно из-за отсутствия исторических источников, но он отмечен как один из первых правителей вандалов. Территория его государства включала в себя часть бывшей римской провинции Дакии (более поздняя Трансильвания и Восточная Венгрия) и некоторые территории современной Западной Украины. Визимар, вероятней всего, погиб в 335 году в крупном сражении с вестготами.